# Europastraße 673
Die Europastraße 673 (kurz: E 673) ist ein Teil des europäischen Fernstraßennetzes in Rumänien. Von Lugoj (dt. Lugosch) im Kreis Timiș, führt die Europastraße in nordöstliche Richtung bis Ilia (Elienmarkt) im Kreis Hunedoara und verbindet somit die Europastraße E 70 mit der E 68. Sie bildet zugleich auf ihrem gesamten Verlauf den rumänischen Drum național 68A.

## Streckenverlauf
Von Lugoj, eine Stadt in der historischen Region Banat führt die 81 Kilometer lange Straße, nordwestlich des Poiana-Ruscă-Gebirge bis zum Dorf Săcămaș (ung. Szakamás) – ein eingemeindetes Dorf der Gemeinde Ilia –, in den Südwesten des Siebenbürgischen Beckens.
Entlang der E 673 führt ab der Kleinstadt Făget (Fatschet) bis zur Gemeinde Margina (ung. Marzsina) die Nebenbahnstrecke Ilia-Lugoj. Beim Ort Coșevița – ein eingemeindetes Dorf der Gemeinde Margina – führt die Europastraße in 321 m Höhe über den Coșevițapass.